# بهشت (ترانه برایان آدامز)
«بهشت» (به انگلیسی: Heaven) ترانه‌ای از خواننده-ترانه‌سرای کانادایی برایان آدامز است. این قطعه که در سال ۱۹۸۳ ضبط شد را آدامز به‌همراه جیم والانس نوشته‌اند. «بهشت» اولین بار به‌عنوان ساندترک فیلم شبی در بهشت (۱۹۸۳) و یک‌سال بعد در آلبوم بی‌پروای آدامز منتشر شد. تک‌آهنگ «بهشت» در زمان انتشارش در ایالات متحده آمریکا ۱۹ هفته در جدول ۱۰۰ آهنگ داغ بیلبورد حضور داشت و در ۲۲ ژوئن ۱۹۸۵، شمارهٔ ۱ آن جدول شد. این ترانه که اولین شمارهٔ ۱ آدامز در ایالات متحده بود در فهرست ۱۰۰ تک‌آهنگ برتر سال ۱۹۸۵ مجلهٔ بیلبورد جایگاه بیست و پنجم را به‌خود اختصاص داده‌است.

## افراد مشارکت‌کننده
- برایان آدامز - آواز، پیانو، پرکاشن
- کیت اسکات - گیتار الکتریک
- راب سابینو - کیبورد
- دیو تیلور - گیتار بیس
- استیو اسمیت - درامز

## موقعیت در جدول‌های فروش
| چارت (۱۹۸۵)           | بالاترین جایگاه |
| --------------------- | --------------- |
| استرالیا              | ۱۲              |
| بلژیک                 | ۲۲              |
| کانادا                | ۱۱              |
| آلمان                 | ۲۸              |
| ایرلند                | ۱۱              |
| هلند                  | ۲۸              |
| نیوزیلند              | ۱۷              |
| نروژ                  | ۳               |
| اسپانیا               | ۹               |
| سوئد                  | ۸               |
| سوئیس                 | ۱۴              |
| آفیشال چارتس بریتانیا | ۳۸              |
| ۱۰۰ آهنگ داغ بیلبورد  | ۱               |